# Тлеполем
 Тази статия е за героя от древногръцката митология.  За военачалника от Древна Македония, вижте Тлеполем (диадох).  
Тлеполем е персонаж от старогръцката митология.
Син е на Херакъл и Астиоха. Поради убийство става изгнаник от родината си Аргос. Заселва се на остров Родос, където става цар и основава много градове. Участва в Троянската война с девет кораба и предвожда родоските войни. Убит е от ликийския цар Сарпедон.